# Zombie argument

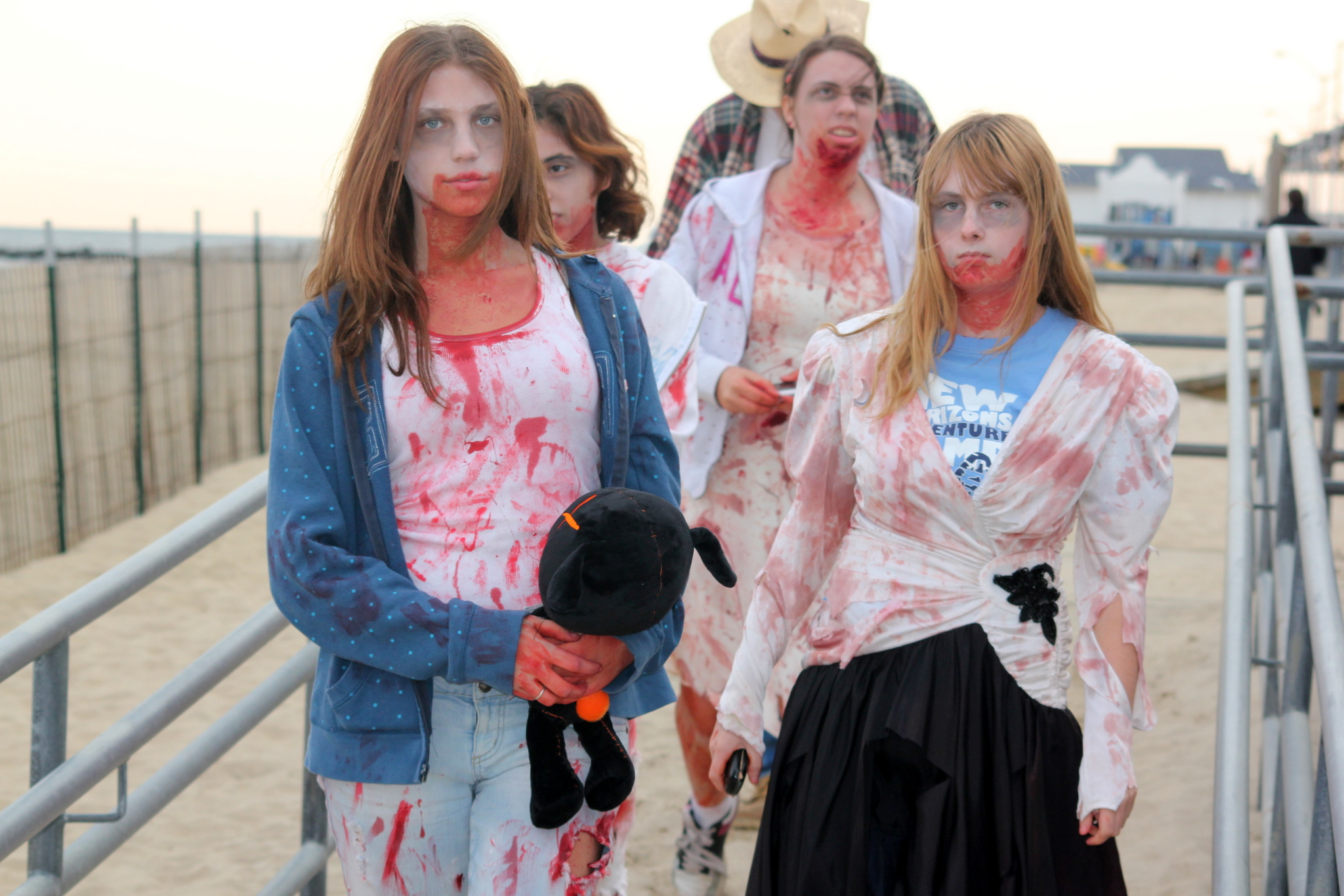
Zombie Walk, New Jersey

Zombie argument je filosofický rozpor, vyskytující se v oblasti filosofie mysli, nejčastěji používaný jako obhajoba existence oddělitelné mysli a těla, tedy nehmotné podstaty živoucích tvorů od jejich hmotného těla. Jedná se o jeden z hlavních argumentů proti pravdivosti fyzikalismu, filosofického směru snažícího se vysvětlit veškeré duševní projevy lidí fyzikálními a mechanickými cestami.

## Zombie
Zombie v tomto pojetí jsou něco naprosto odlišného od tradičního chápání zombie jako oživlé mrtvoly s hnilobnými projevy na těle, která se mumlajíc pohybuje směrem k ústřední postavě nejnovějšího holywoodského trháku. Filosofická zombie je až na úroveň molekul naprosto přesná kopie člověka. Jediné, co postrádá, je vědomí, schopnost vnímat vnější podněty, na základě nich usuzovat a vyvozovat závěry. Je však naprogramovaná tak, že ji nelze od člověka rozpoznat, na bolest reaguje nářkem, odpovídá na otázky a veskrze se její chování v ničem neliší od lidského. V jejím nitru je však temno.

## Myslitelnost filosofické zombie
Existence podobných stvoření nebyla do této doby prokázána. Zombie má být až na úroveň molekul (včetně mozku) přesná kopie člověka. Samotné otevření lebky člověka - nebo jiná zkoumání materiální stránky lidské bytosti - tedy nemůže otázku jejich existence rozhodnout.
Za znovuobjevitele této myšlenky lze považovat Saula Kripkeho, který stejně jako David Chalmers uvádí, že dosavadní znalosti lidstva v oblasti přírodních věd naznačují, že existence filosofických zombie v přírodě je vyloučena. Pozornost se proto zaměřuje na otázku, která se jeví jako velmi banální, její důsledky jsou však dalekosáhlé. Jedná se o to, zda existence filosofických zombie je vůbec myslitelná. David Chalmers (asi nejznámější filosof zabývající se touto oblastí) k tomu uvádí: 

„Přiznávám se, že logická možnost existence zombie je zřejmá (stejně jako uni-kola vysokého míli). Zombie je něco fyzicky identického se mnou, které však postrádá vědomí - uvnitř je temno.[...] V jejím popisu není žádný rozpor. Určitým způsobem se prohlášení o této logické možnosti zužuje na pouhou intuici, ne však více, než v případě uni-kola.” 

Není žádná možnost ověřit, že něco je nebo není logicky možné. Nejčastěji jsou lidé proto odkázání na pouhou intuici. A intuice tuto možnost nevylučuje, jelikož nebyla dosud vyvrácena. Dle Chalmerse proto to, co si lze představit, je myslitelné (a kdo si neumí představit filosofickou zombie, trpí nedostatkem imaginace). Zde se nachází jádro zombie argumentu a sice, že pouhá myslitelnost existence filosofických zombie vyvrací celou teorii fyzikalismu. Postaví-li se totiž vedle sebe člověk a jeho filosofická zombie, potom jediným rozdílem mezi nimi je ono vědomí, které však není stvořeno z toho samého, jako kamení nebo voda, ale z čehosi, co překračuje hranice fyzikalismu. Existuje mnoho forem tohoto argumentu, jedním ze srozumitelnějších je např. následující:
1. Zombie jsou myslitelné, proto jsou logicky možné.
2. Jestliže jsou zombie logicky možné, potom jsou metafyzicky možné.
3. Jestliže zombie je metafyzicky možné, potom fyzikalismus je špatně.[3]

## Odpůrci
Jedním z nejdůslednějších odpůrců zombie argumentu, rozvíjeného Davidem Chalmersem, je filosof a kognitivní vědec Daniel Dennett. Tento striktní materialista uvádí, že pakliže věda postoupí natolik, že získáme přesný obraz mozku na úrovni buněk, budeme schopni vysvětlit veškeré duševní pochody včetně vědomí. Jeho argumentace proti určité formě dualismu, kterou podporuje Chalmers, je však postavena na vratkých základech. V podstatě vždy je v přímé kontradikci k Chalmersovi, když ten uvádí, že zombie jsou myslitelné, a proto je fyzikalismus chybný, potom Dennett kontruje názorem, že možné nejsou, proto myšlenka dualismu může být pominuta. Pro Dennetta je dualismus pouze absencí dostatečně snahy vysvětlit všechny projevy fyzikální cestou. Chalmers naopak tvrdí, že svržení dualismu je absencí dostatečné snahy tyto projevy zkoumat.